# Британско-кипрские отношения
Британско-кипрские отношения — двусторонние отношения между Великобританией и Республикой Кипр. Великобритания стала страной-гарантом независимости Кипра с момента предоставления ему независимости.

## История
Великобритания владела Кипром в 1878—1960 годах. В 1958—1959 годах велись переговоры о государственном устройстве Кипра между Великобританией, Грецией и Турцией. По соглашениям 1959 года Великобритания стала гарантом независимости Кипра, а также получила право содержать на его территории две военные базы. Соглашение об основании Республики Кипр, заключённое в 1960 году, установило, что Акротири и Декелия не входят в состав Кипра, а власти Кипра обязаны содействовать Великобритании в управлении этой территорией.